# کونسیسائو دو المیدا
کونسیسائو دو المیدا (به پرتغالی: Conceição do Almeida) یک شهرداری در برزیل است که در باهیا واقع شده‌است. کونسیسائو دو المیدا ۲۸۴٫۸۳۶ کیلومتر مربع مساحت و ۱۷٬۱۶۵ نفر جمعیت دارد.